# 奥日光小西ホテル
奥日光小西ホテル（おくにっこうこにしほてる）は、栃木県日光市湯元温泉にある宿泊施設。

## 概要
明治期から日光で営業していた小西旅館の流れを汲む宿泊施設の一つで、小西旅館別館の4代目として生まれた小西喜雄が奥日光で開業した。修学旅行生の宿泊を受け入れている。

## 沿革
- 1959年（昭和34年）7月 - 小西喜雄が有限会社として小西旅館の営業開始[6][7]。
- 1976年（昭和51年）6月 - 現在地にホテルを新築し株式会社に組織変更[7]。
- 1981年（昭和56年）5月 - ホテル棟大広間増築[7]
- 1985年（昭和60年）3月 - 従業員宿舎建設[7]
- 1986年（昭和61年）4月 - ホテル玄関建替え[7]

- 1993年から1994年にかけて、子会社化していた小西旅館を高級旅館として設備投資を図ったが、客単価向上できず売上悪化に対する資金支援が同社の業績に影響したことから、2005年（平成17年）に産業再生機構による支援を受けて再建を行った[8]。

再建の一環として、子会社の小西旅館は売却し、別会社運営による星の宿となった。
- 2014年2月 - 矢野哲朗代表取締役社長就任
- 2020年12月 - 矢野哲朗代表取締役社長が退任し、山﨑 貴幸が代表取締役社長就任
- 2022年12月 - 山﨑貴幸代表取締役社長が退任し、矢野 穣が代表取締役社長に就任

- 2025年6月、グローバルエージェンツが株式会社奥日光小西ホテルの全株式を取得し、完全子会社化したことを発表した[1]。これに伴い、奥日光小西ホテルとしての営業は同年11月に終了し、改修を経て2026年春頃にグローバルエージェンツが展開するホテルブランド「UNWIND HOTEL & BAR」（アンワインドホテルアンドバー）に衣替えする予定である[1]。

## 施設
- 客室は3階建てで、全44部屋、220名の宿泊が可能[9]。主な部屋は35 m2 のツインルームである[1]。
- 宴会場は30畳と40畳の2室、食事処は和食堂「からまつ」と「もみの木」がある[10]。温浴施設は、屋内浴場と露天風呂、貸切家族風呂を備える[1]。

## アクセス
自動車
- 東北自動車道宇都宮インターチェンジから日光宇都宮道路清滝インターチェンジ 40分
- 関越自動車道沼田インターチェンジから国道120号（冬期閉鎖） 90分

鉄道
- 東日本旅客鉄道日光線日光駅下車
- 東武鉄道東武日光線東武日光駅下車

東武バス日光の「湯元温泉」行き乗車75分 終点「湯元温泉」下車